# Rhaphium colute
Rhaphium colute är en tvåvingeart som beskrevs av Harmston och James 1942. Rhaphium colute ingår i släktet Rhaphium och familjen styltflugor.
Artens utbredningsområde är Utah. Inga underarter finns listade i Catalogue of Life.